# Жозе Режіу
Жозе́ Ре́жіу (порт. José Régio, ім'я прі народженні Жозе́ Марія дуж Рейш Перейра, порт. José Maria dos Reis Pereira; *17 вересня 1901, Віла-ду-Конді — 22 грудня 1969, там же) — португальський письменник, поет і драматург; визначний представник другої хвилі португальського модернізму.

## Біографія

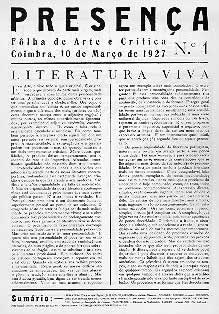
Перше число часопису Presença

У 1925 році закінчив навчання в універистеті Коїмбри. Його дисертація, опублікована 1941 року під назвою «Мала історія сучасної португальської поезії», де вперше вповні було представлено творчість Фернанду Пессоа і Маріо де Са-Карнейру, набула розголосу й популярності.
Починаючи від 1927 року виступав на батьківщині й у Франції з лекціями про португальський модернізм. Є одним із засновників впливового літературно-мистецького часопису Presença («Наявність», 1927—1940, вийшло 54 числа).
Більшу частину життя (1928—1967) провів у Порталегрі. Був пристрасним колекціонером творів мистецтва.
Помер від інфаркту. У 1971 році в Порталегрі був відкритий музей Жозе Режіу.

## Визнання
Премія популярної газети Diário de Notícias (1966). Національна поетична премія (1970, посмертно). За декількома його творами Мануел де Олівейра зняв кінострічки.
У 1965 році Амалія Родрігіш записала на диск «Португальське фаду» Жозе Режіо (музика Алайна Олмана). Це фаду з першої книги Режіо написане у відповідності з його давніми традиціями.